# Les Fungies
Les Fungies (The Fungies!) est une série télévisée d'animation américaine en 80 épisodes de 11 minutes, créée par Stephen P. Neary et diffusée depuis le 20 août 2020 sur la plateforme HBO Max.
En France, la série a été diffusée à partir du 7 décembre 2020 sur Cartoon Network.
La série semble avoir été subitement bannie le 24 juin 2022 dans les territoires d'Europe et d'Asie pour des raisons inconnues.

## Synopsis
Les Fungies vivent dans un monde utopique et préhistorique. Seth, un champignon de 10 ans, est à l'origine de bien des situations cocasses pour lui et la ville ! Mais il résout ingénieusement tous les problèmes qu'il cause en laissant parler ses émotions.

## Distribution

### Voix françaises
- Alexandre Crépet : Seth
- Bernadette Mouzon : Dr. Nancy
- Jean-François Rossion : Pascal
- Aaricia Dubois : Twins
- Franck Dacquin : Mayor
- Alexis Flamant : Sir Tree
- Claire Tefnin : Pam
- Version française
  - Société de doublage : SDI Media Belgium
  - Direction artistique : Véronique Biefnot
  - Adaptation des dialogues : Sophie Servais, Jennifer Grossi, Ludivine Marcvalter

## Production

### Fiche technique
- Titre français : Les Fungies
- Titre original : The Fungies!
- Création : Stephen P. Neary
- Réalisation : Nick Edwards
- Montage : George Khair
- Musique : Simon Panrucker
- Production : Brent Tanner
- Sociétés de production : Cartoon Network Studios
- Sociétés de distribution : Warner Bros. Television
- Pays d'origine :  États-Unis
- Langue originale : anglais
- Format : couleur - HDTV - 16/9 - Dolby Digital 5.1
- Genre : Série d'animation, Aventure, Comédie
- Nombre de saisons : 1
- Nombre d'épisodes : 40
- Durée : 11 minutes
- Dates de première diffusion :
  - États-Unis : 20 août 2020
  - France : 7 décembre 2020

## Épisodes

### Saison 1 (1998-99)
1. La boule de neige
2. Seth est malade
3. Les bœufs-laids
4. Pam et les œufs verts
5. La moustache
6. Emmène ton enfant au travail
7. Le voyage du Fungie-voile
8. Des fourmis dans les jambes
9. Le fantôme de la mine
10. Le corps de Monsieur Tronc
11. Commandant Beefy
12. Le concours du plus spécial des Fungies
13. Un, deux, trois, serpent
14. Nevin dans son cocon
15. Cool attitude
16. La sirène en scène
17. Joyeux anniversaire Nancy
18. Une nouvelle arrive en ville
19. Atelier jardinage
20. Libérez Poulpite !
21. Les Fungie Scouts
22. Les mamies ennemies
23. Le calendrier des pompiers
24. Le monstre du puits
25. La reine Seth
26. Le petit garçon de Monsieur Tronc
27. Le message de Seth
28. P'tit Citron président !
29. Les longues jambes
30. La cabane de Monsieur Tronc
31. Les médailles du Seigneur Pince
32. La visite de James Cool
33. Le club des dino
34. Le Commandant Laser
35. Fungieville
36. Le Fungithon
37. Radio RFUN
38. Où est passé le coach ?
39. Une soirée chez Nevin
40. titre français inconnu (shorts episodes)

### Saison 2 (2000)
1. La guerre des oiseaux
2. Mes copains insectes
3. Mon ami Beefo
4. Seth la grenouille
5. Maison, fuyons
6. Le scoop
7. Seth est parfait
8. La fleur cérébrale
9. Autour du feu de camp
10. titre français inconnu
11. titre français inconnu
12. titre français inconnu
13. titre français inconnu
14. titre français inconnu
15. titre français inconnu
16. titre français inconnu
17. titre français inconnu
18. titre français inconnu
19. Obsession météorite
20. Camping en famille

### Saison 3 (2001)
1. Nounours gros câlinou
2. La maison de Shania
3. Pam mène l'enquête
4. Les belle baleine
5. La croisière Beefy
6. Billy Fungie
7. Le fan de Pascal
8. Monsieur Tronc est malade
9. Garçons virtuels
10. Trop de grand-pères
11. titre français inconnu
12. titre français inconnu
13. titre français inconnu
14. titre français inconnu
15. titre français inconnu
16. titre français inconnu
17. titre français inconnu
18. titre français inconnu
19. titre français inconnu
20. titre français inconnu